# 비파괴 검사

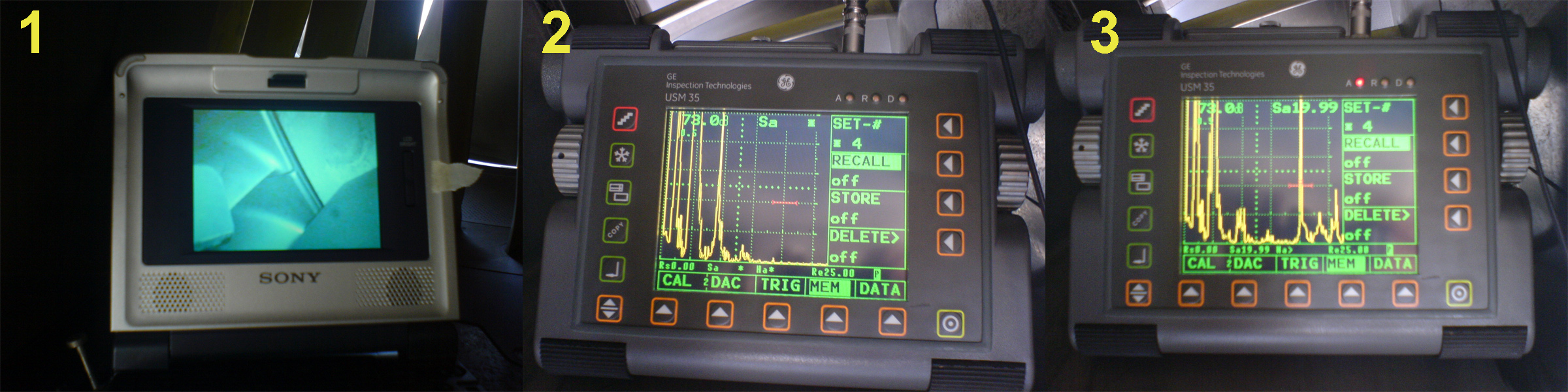
비파괴 검사

비파괴검사(非破壞檢査, 영어: nondestructive testing 또는 evaluation, examination, inspection, NDT 또는 NDE, NDI)는 제조 분야에서 공작물, 구조물, 부재, 잠수정 등을 파괴하지 않고 완전성이나 표면상태, 균열 등을 검사하는 방법이다. 대표적으로 액체침투법, 자기탐상법, 초음파검사법, 음향방사법, 방사선투과법, 와전류탐상법, 열탐상법, 홀로그래피기술등이 있으며 재료의 표면 결함이나 내부 결함을 관찰하는 데 쓰인다. 재료를 파괴하지 않고도 검사할 수 있다는 특성때문에 시간과 돈을 절약하면서 항공기 부품과 같은 고가의 부품을 검사 및 평가(product evaluation)하고 문제를 해결(troubleshooting)하고 연구(research)하는데 주로 사용된다.

## 종류와 특징
비파괴검사는 기계공학, 제조, 재료과학 분야에서 공작물의 제품완전성이나 표면상태를 변형시키지 않고 검사하는 방법이다. 대표적인 비파괴검사로는 액체침투법(liquid-penetrants technique), 자기탐상법(magnetic-particle inspection technique), 초음파검사법(ultrasonic inspection), 음향방사법(acoustic-emission technique), 방사선투과법(radiography), 와전류탐상법(eddy-current inspection method), 열탐상법(thermal inspection), 홀로그래피기술(holography technique)등이 있다.

### 액체침투법
액체침투법은 제품표면에 액체를 발라서 표면의 열린 틈을 통해 내부로 침투되는 것을 조사하여, 표면균열, 겹친 부위, 기공과 같은 결함을 검사하는 방법이다. 침투액은 폭 0.1마이크로미터 정도의 작은 균열 속으로도 스며들 수 있다. 흔히 사용되는 침투액으로는 자외선 불빛에서 형광을 발하는 형광침투액과 주로 붉은색 염료를 사용하여 표면에 뚜렷한 윤곽선을 나타내는 가시침투액이 있다. 액체침투법에서는 우선 검사할 표면을 깨끗이 세척하고 건조시킨 후, 침투액을 표면에 붓으로 바르거나 분무시킨다. 액체가 표면의 열린 틈 속으로 스며들기에 충분한 시간을 기다린 후, 표면에 남아 있는 액체를 물이나 용매로 닦아낸다. 그 다음, 현상제를 가하여 침투액이 거꾸로 표면으로 빠져나와 표면의 열린 틈 가장자리에 퍼지게 한다. 이를 직접(가시침투액) 혹은 자외선을 비추어(형광침투액) 관찰함으로써 결함의 위치 및 크기를 검사한다. 이 방법은 장치가 간단하고 다루기 쉬우며 다른 방법에 비해 비용이 적게 들어, 표면결함을 찾는 데 널리 이용되고 있다. 그러나 이 방법으로는 내부 결함을 검사할 수 없다.

### 자기탐상법
자기탐상법은 강자성의 미세입자를 이용하여 제품표면 혹은 표면 밑 결함을 검사하는 방법이다. 먼저 제품표면 위에 강자성 입자를 직접(건식) 혹은 물이나 기름에 타서(습식) 뿌린다. 그 다음, 제품에 자기장을 걸어주면 표면의 불연속선, 즉 결함을 따라 입자들이 모이는 것을 관찰할 수 있다. 이렇게 모인 입자들은 일반적으로 결함의 형상이나 크기를 나타낸다. 표면에서 깊지 않으면 표면 밑 결함도 이 방법으로 찾을 수 있다. 보다 명료한 관찰을 위해 염료로 채색된 입자가 사용되기도 한다. 피로균열과 같은 미세한 불연속선을 찾는 데는 습식법이 사용된다.

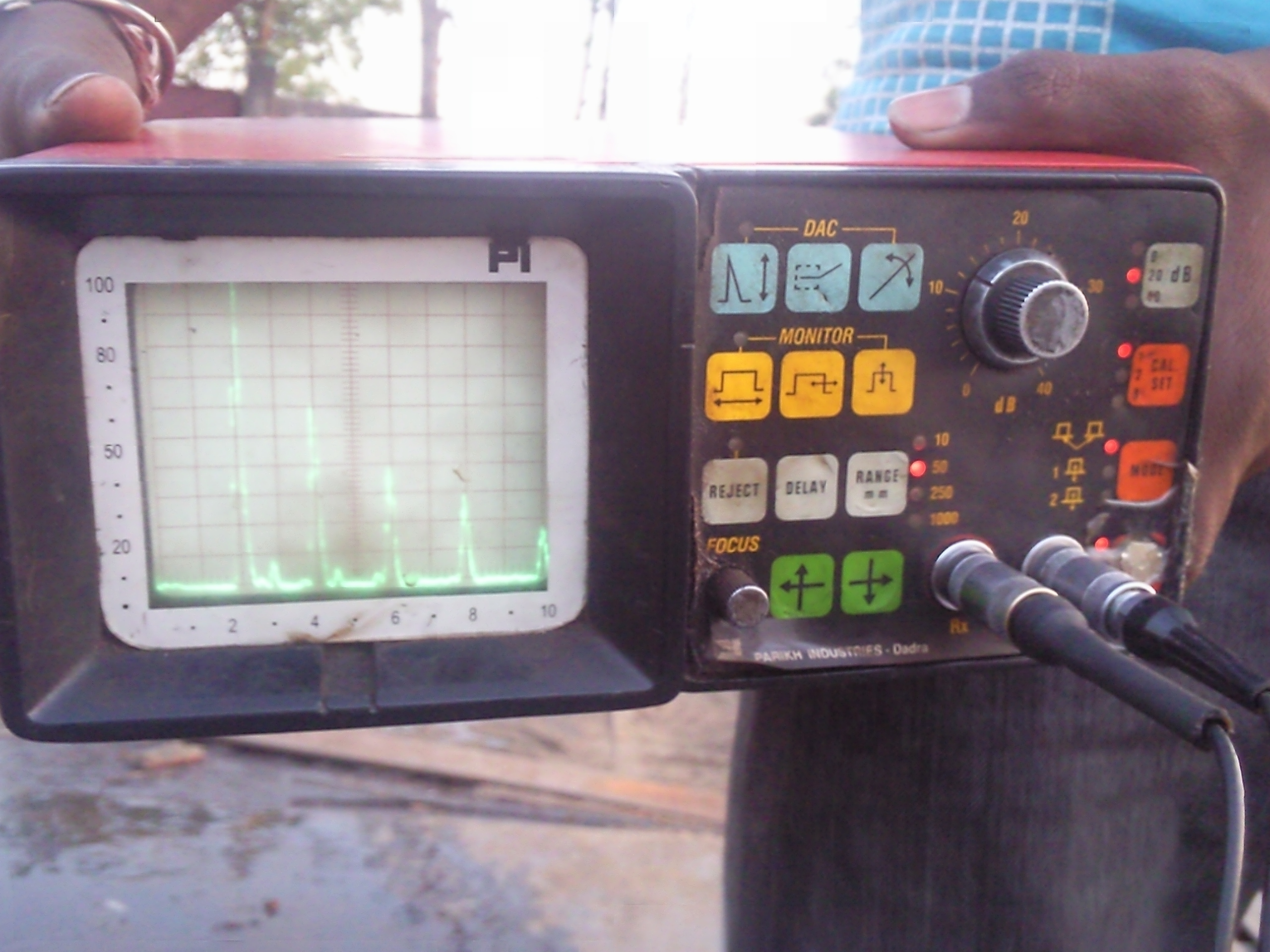
초음파 검사

### 초음파검사법
초음파검사법은 제품에 가해진 초음파빔이 균열 같은 내부결함을 만나면 반사되는 성질을 이용하여 제품의 내부결함을 검사하는 방법이다. 즉, 반사된 초음파에너지의 세기 및 반사시간으로부터 결함의 존재여부와 위치를 구한다. 검사에 사용되는 초음파의 주파수 범위는 1~25MHz 정도이다. 발생된 초음파는 물, 기름, 글리세린, 그리스 같은 중간매질을 거쳐 검사물에 전달된다.
초음파검사법은 투과성과 감도가 우수하며, 기차바퀴, 압력용기, 금형 같은 대형 물체의 결함을 여러 방향에서 검사하는 데 사용된다. 이 방법은 다른 비파괴 검사법에 비해 정확도가 높으나, 검사결과를 제대로 해석하려면 경험이 요구된다.

### 음향방출법
음향방출법은 소성변형, 균열의 발생 및 전파, 상변태, 결정립계의 급작스런 재배열 등에 의해 검사물 자체에서 발생하는 신호(고주파 영역의 응력파)를 검출하는 방법이다. 음향신호의 검출에는 압전식 세라믹센서가 사용된다. 음향방출법은 일반적으로 제품이나 구조물에 탄성응력을 가하면서, 즉 보에 굽힘모멘트를 가하거나 축에 비틀림모멘트를 가하면서, 혹은 압력용기를 가압하면서 실시한다. 이방법은 특히 구조물의 지속적인 안전감시에 효과적이다.

### 방사선투과법

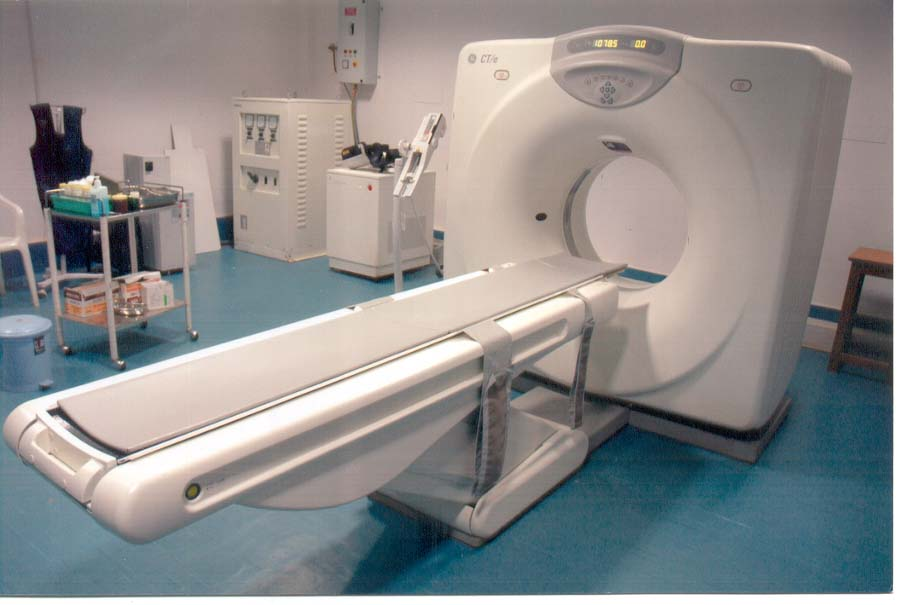
CT촬영장비

방사선투과법은 엑스선, 또는 방사성 동위원소를 이용하여, 제품 내부의 불연속 부분(또는 결함)을 관찰(검사)하는 방법이다. 산업현장에서는 주로 용접부의 불연속 부위(또는 결함)을 검사할 때 사용한다. 방사성 동위원소는 주로 Ir-192, Co-60, Se-75등을 이용한다.
디지털 방사선투과법은 필름 대신에 방사선 센서 또는 형광물질을 이용하여 투과된 영상을 컴퓨터 모니터로 보게 하는 방법이다. 이와 유사한 기술로, 단층촬영기술(CT, computer tomography)가 있다.

### 와전류탐상법
와전류탐상법은 전자기유도 원리를 응용한 검사법으로 내부결함검사에 이용된다. 검사물을 코일 속이나 옆에 설치한 후 코일에 6~60MHz의 교류를 흐르게 하면 검사물에 와전류가 생긴다. 검사물 내부에 결함이 존재하면 와전류의 흐름에 방해를 주어 와전류의 방향이 바뀌고 전자기장에 변화를 주게 된다. 이 변화는 코일에 흐르는 전류에 영향을 주므로, 코일에 걸리는 전압의 변동상태를 관찰함으로써 결함의 유무를 검사할 수 있다.

### 열탐상법
열탐상법은 접촉식 혹은 비접촉식 온도측정기를 사용하여 검사물의 온도 변화를 관찰해 내부결함의 유무를 검사하는 방법이다. 균열, 적층판의 박리, 접합불량 같은 내부결함의 존재는 검사물의 온도분포에 변화를 가져온다. 열감응탐상법은 열감응재료를 검사물 표면에 입힌 후, 이 재료의 색깔이나 외양 변화를 관찰함으로써 내부결함의 유무를 검사하는 방법이다. 열감응재료로는 감열페인트나 감열지, 액정등이 사용된다.

홀로그래피

### 홀로그래피 기술
홀로그래피 기술은 광학장치를 활용하여 물체의 삼차원상을 만드는 기술로, 물체의 상은 사진필름에 기록된다. 이 기술은 단순한 형상이나 잘 연마된 표면을 가진 물체에 적용되지만, 다양한 형상과 표면상태를 가진 제품의 검사에도 응용된다. 이중 혹은 다중 노출기술로 외력의 작용이나 변동조건에서 제품의 홀로그래피상이 변하는지를 관찰하여 내부결함의 유무를 판단한다.

## 응용
고전적인 재료의 검사는 주로 절단이나 외형 검사로 이루어졌으나, 절단한 재료는 제품으로써의 가치가 상실되고 외형 검사의 경우 내부 결함을 알 수 없다는 단점이 있다. 그러나 비파괴 검사는 공업재료 또는 제품을 파괴시키지 않고 내부의 상태를 검사할 수 있다는 이점이 있기 때문에 산업안전, 토목/건설, 기계공학, 원자력공학, 전기/전자공학, 철도, 금속공학 등의 분야에서 다양하게 이용되고 있다. 또한 용접 부위의 검사와 단조(forging) 후 검사에도 비파괴검사가 자주 사용된다.

## 같이 보기
- 내시경